# Membrane obturatrice
La membrane obturatrice est une membrane fibreuse qui comble la plus grande partie du foramen obturé et contribue aux articulations fibreuses de la ceinture pelvienne.
C'est un simple feuillet sur presque toute son étendue sauf dans sa partie supérieure où elle se dédouble en une bandelette sous-pubienne antérieure et un bandelette sous-pubienne postérieure. Ces deux bandelettes limitent, avec le sillon obturateur, le canal obturateur.
Elle s'insère sur l’arête du foramen obturé sauf dans sa partie latérale inférieure  où elle se fixe dur la face pelvienne de l'ischium.
La membrane obturatrice donne insertion sur sa face pelvienne au muscle obturateur interne, sur sa face externe au muscle obturateur externe.

## Aspect clinique
Le canal obturateur peut être à l'origine d'une hernie.